# ヒュー・オフラハーティ
ヒュー・オフラハーティ（Hugh O'Flaherty、1898年2月28日 - 1963年10月30日）は、アイルランド出身のカトリック教会の司祭。教皇庁職員として、第二次世界大戦中に4000人のユダヤ人および連合軍兵士をドイツ軍の手から守り、命を助けたことで知られる。大英帝国勲章（CBE）など多くの賞を受け、その活躍はグレゴリー・ペック主演の『赤と黒の十字架』で映画化されている。

## 前半生
オフラハーティはアイルランド、コーク県キスキーム（Kiskeam）のリスロビン（Lisrobin）で4人兄弟の長男として生まれた。オフラハーティは後に素人離れしたゴルフの腕前で知られることになるが、学生時代からスポーツ万能でボクシングやハンドボールも得意だった。司祭を志してキラーニーの神学校に学んだが、当時のアイルランドは対英独立戦争で荒れていたため、1922年にローマへわたって勉学を続けた。1925年12月20日、司祭に叙階されると教皇庁での職務を命ぜられ、ローマにとどまった。オフラハーティはさらに教皇使節に任じられ、エジプト、ハイチ、サン・ドミンゴからチェコスロバキアなど各地をまわって経験をつんだ。1934年には高位聖職者であることを示す「モンシニョール」の称号を受けた。 

## 第二次世界大戦
第二次世界大戦が勃発すると、オフラハーティはピウス12世の命を受けてドイツ軍が管理していた北イタリアの捕虜収容所をめぐり、戦死とされていた連合軍捕虜がいないか調べて回った。実際に「戦死」扱いされていた捕虜が生きていることを発見すると、バチカン放送を通じて生存を知らせ、家族を安堵させた。
イタリアが1943年に降伏すると、数千人のイギリス人戦争捕虜が解放された。彼らは収容所をまわっていたオフラハーティの姿を忘れず、ローマへやってきて彼に助けを求めた。ほかにアイルランド大使館を訪れた者も多かった。それは、当時ローマで開いていた英語圏の大使館が、中立国のアイルランドしかなかったからである。当時のアイルランド大使の妻だったデリア・マーフィーは、オフラハーティの活動を助けた。当時のローマにはドイツ軍が駐屯し、ユダヤ人を捕らえては収容所へ移送していた。また逃走中の連合軍捕虜も、つかまれば収容所へ送られた。
ユダヤ人や捕虜を助けるオフラハーティの活動は、ドイツ軍への敵対行為であったため、上長の許可を待たずに行動することも多かった。彼は司祭や一般市民の中から協力者をスカウトした。オフラハーティの運動を支え、主導的立場を果たしたのはフランス大使のフランソワ・ド・ヴィアル卿、スイス公使のサルフィールド・サラザール公爵と駐バチカン英国大使のダーシー・オズボーン卿、そしてオズボーンの執事であったジョン・メイであった。ほかにも英軍のサム・デリー（Sam Derry）大佐もオフラハーティの協力者として影から支えた。オフラハーティは協力者たちと共に、4000人以上の連合国捕虜およびユダヤ人を、ローマ周辺の農場や修道院などにかくまった。隠れ家の中には、ナチス親衛隊本部の近くにあるものさえあった。これらの隠れ家をオフラハーティは変装してまめにまわっていた。
多くの司祭や修道者、一般信徒たちもオフラハーティに協力し、自らの住居に避難民をかくまった。その中にはマルタ出身のアウグスティノ会司祭エディジオ・ガレア、アウレリオ・ボルグ、ウゴリーノ・ガットおよびロバート修道士がおり、さらに一般女性のチェッタ・チェバリエも逃亡者たちを自宅にかくまい、ドイツ軍の探索を免れた。ユダヤ人のためにユダヤ教の儀式がひそかにサン・クレメンテ大聖堂のトビアスの絵の元で行われていた。同聖堂はアイルランド大使館の保護下に置かれていた。 
ローマ駐留のドイツ軍は当然、オフラハーティの動きを快く思わず、彼こそがドイツ軍の目をあざむくネットワークの中心人物であることまでつきとめた。特に親衛隊中佐でローマのゲシュタポ長官であったヘルベルト・カプラーは地下組織の摘発に本腰を入れており、その冷酷さゆえに人々から恐れられていた。カプラーはかつてベニート・ムッソリーニ救出作戦にも携わり、イタリアのユダヤ人を捕らえて収容所に送っていた辣腕の軍人であった。カプラーは幾度かオフラハーティその人を確保しようかとも考えたが、さすがにバチカンの中で教皇庁の司祭を捕らえることができなかった。1943年3月23日、パルチザンによってドイツ軍兵士が殺害されると、カプラーは報復として翌24日に335人ものイタリア市民を殺害した（アルディアティーネ虐殺）。その中には司祭やオフラハーティの重要な協力者も含まれていた。オフラハーティはカプラーが自分をマークしており、危険が迫っていることに気づいていたが、それでもバチカンに逃げ込むユダヤ人や捕虜たちにすぐ対応できるよう、サン・ピエトロ大聖堂前の階段に立つのをやめなかった。
1944年6月4日、ドイツ軍はローマを撤退し、後を追うように連合軍が入城した。こうして助かった避難民は3925人に上った。オフラハーティは南アフリカへわたってイタリア人捕虜に会い、エルサレムではユダヤ人難民に対面した。ローマにいたユダヤ人9700人のうち1007人がアウシュビッツ強制収容所に送られたが、それ以外の者が各地でかくまわれた。教会当局が保護したのが5000人、そのうちカステル・ガンドルフォの教皇別荘にかくまわれたのが3000人、200から400人がパラティーノ宮殿の「衛兵」としてかくまわれ、1500人が修道院や大学にかくまわれた。残りの3700人は個人の住居にかくまわれていた。

## 戦後のオフラハーティ
戦後、オフラハーティの元に今度はドイツ軍関係者たちが保護を求めてやってきた。オフラハーティはかつてユダヤ人や連合軍捕虜を守ったように、今度はドイツ軍関係者をも助けた。オフラハーティの命を狙っていたカプラーは軍事法廷で市民殺害の責任を問われ、ガエータの刑務所で無期懲役に服していた。家族もなく、故郷を離れたカプラーに面会を求める者は誰もいなかったが、ただ一人、オフラハーティは毎月1度必ず訪れていたという。1946年4月、カプラーはオフラハーティの手から洗礼を受け、カトリックに入信した。カプラーはその後、1960年代に癌を患ってローマの病院に入院していたが、そこで知り合って結婚したアンネリーズ・カプラーに助けられて逃亡し、西ドイツへ帰国している。
戦後、オフラハーティの活動を知る英国から大英帝国勲章（CBE）が授与された。イタリア政府は彼に邸宅を贈ったが、オフラハーティは清貧をつらぬき、それを使うことはなかった。1960年、ミサ中に心臓発作を起こしたオフラハーティは、バチカンの激務を退き、故郷アイルランドで療養生活を送ることになった。カヒルシビーン（Cahirciveen）にある妹ブライド・シーハン（Bride Sheehan）の家で療養していたオフラハーティは1963年10月30日、65歳で死去した。遺骸は同地のダニエル・オコンネル記念教会墓地に埋葬された。
オフラハーティの活動は非公式なものであったため、一部の人間にしか知られていなかったが、1967年にイギリスのジャーナリスト、J.P.ギャラガー（J. P. Gallagher）のノンフィクション『バチカンの紅はこべ』（The Scarlet Pimpernel of the Vatican）によって広く世に知られることになった。これをもとに1983年にテレビ映画『赤と黒の十字架』（The Scarlet and the Black）が製作され、名優グレゴリー・ペックがオフラハーティを演じた。
キラーニー国立公園にはオフラハーティを記念した木立がある。
「2003年にイスラエル政府からホロコーストにおけるユダヤ人救出者に贈られる『諸国民の中の正義の人』賞を授与され、エルサレムで彼を記念した植樹が行われた」とする文献があるが、少なくとも授賞に関しては誤りである。